# 經濟部水利署臺北水源特定區管理分署
經濟部水利署區臺北水源特定區管理分署是經濟部水利署所屬機構，負責管理新店溪青潭堰上游集水区，並保護區內的水源、水質、水量安全與潔淨，以供應臺北都會區自来水，是台灣第一個經由都市計畫法設立的水源、水質、水量保護區專責機關。

## 轄區

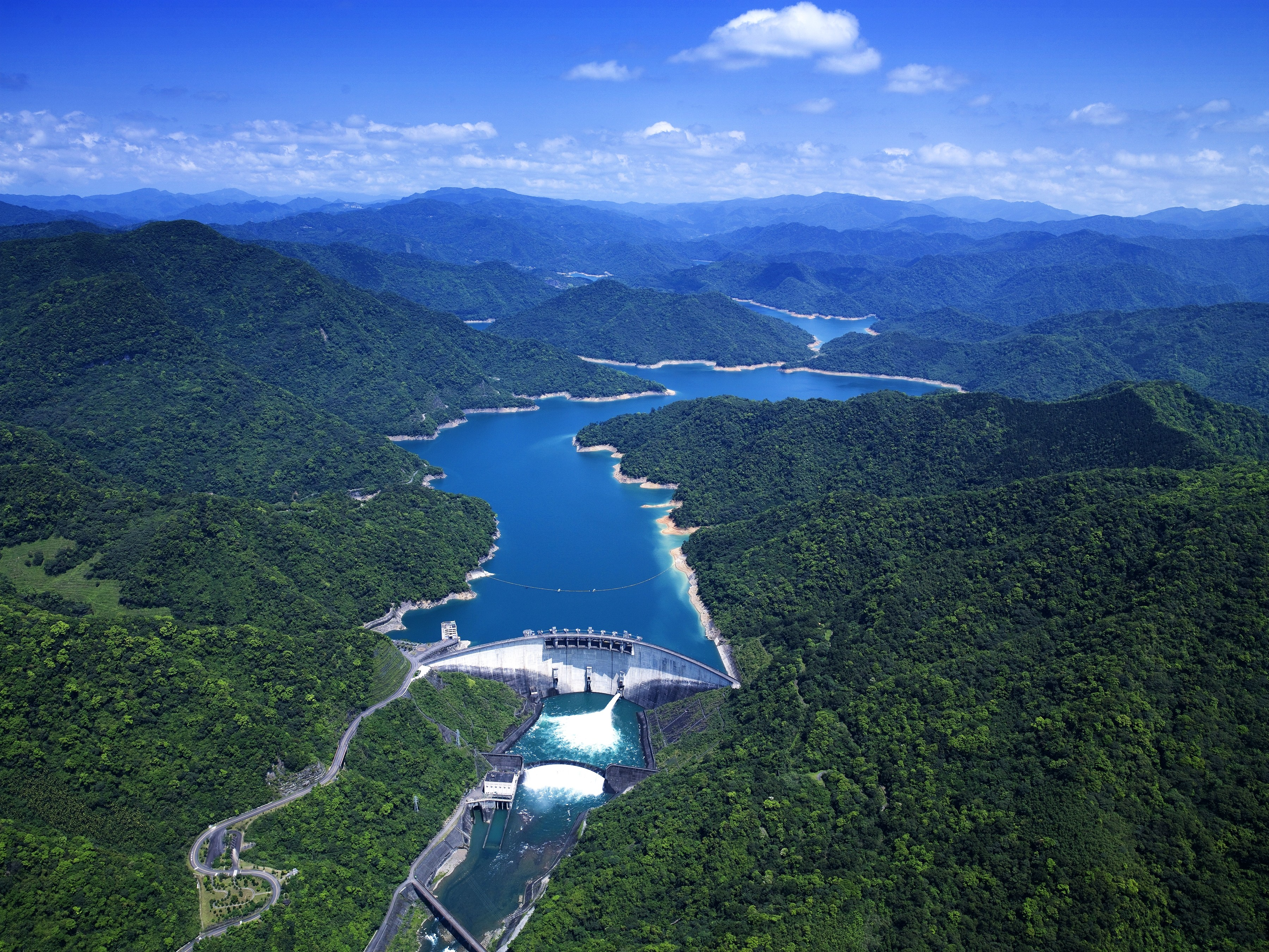
翡翠水庫

臺北水源特定區，即新店溪青潭堰上游集水區，包括由青潭堰取水口上溯至新店溪、北勢溪、南勢溪及各支流，也包含翡翠水庫集水區。集水區涵蓋新北市之新店、烏來、石碇、坪林、雙溪等五區，面積廣達717平方公里，約佔全新北市行政區域面積的三分之一。全區南高北低，海拔高度介於50至2,500公尺，特定區內土地以保護區面積佔95%以上，生態保育區約為13%，區內重要生態資源包含翡翠水庫食蛇龜保護區、哈盆自然保留區、廣興濕地等。
臺北水源特定區為臺北都會區主要自来水水源，目前供水範圍包括臺北市及新北市之三重、新店、中和、淡水、三芝等地區。

## 沿革
- 1979年公告「新店溪青潭水源、水質、水量保護區管制事項」」管理保護區內之開發與資源利用。
- 1984年2月及5月，臺北水源特定區計畫陸續發布南勢溪、北勢溪等部分，國內第一個經由都市計畫法設立之水源、水質、水量保護區。
- 1984年4月1日，臺灣省政府設置「臺北水源特定區管理委員會」（簡稱水源會）專責管理。
- 1999年，配合臺灣省精省，併入中華民國經濟部改制為「經濟部臺北水源特定區管理委員會」。
- 2002年，配合經濟部水利署成立，水源會併入水利署，改制為「經濟部水利署臺北水源特定區管理局」。
- 2023年9月26日，配合行政院組織改造，再改制為「經濟部水利署臺北水源特定區管理分署」，也是目前臺灣唯一設有專責機關負責管理的水源保護區。

## 外部連結
- 經濟部水利署臺北水源特定區管理分署 （页面存档备份，存于）